# Carélie du Ladoga

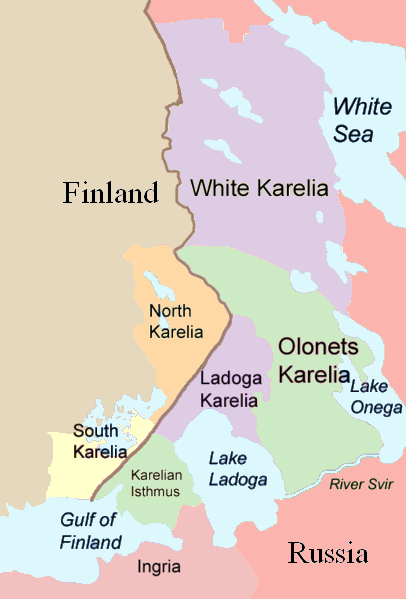
La Carélie du Ladoga.

La Carélie du Ladoga (finnois : Laatokan Karjala, russe : Ладожская Карелия) est un territoire historique de l'ancienne Carélie finlandaise.
Le territoire est en bordure du Ladoga.

## Histoire
La Carélie du Ladoga appartient au Comté de Kexholm d'abord dans la République de Novgorod puis en Russie.
En 1617, par le traité de Stolbovo, elle passe avec le Comté de Kexholm sous domination suédoise.
En 1721, le traité de Nystad cède la Carélie du Ladoga à la Russie et elle est régie par le gouvernement de Viipuri.
En 1812, elle est rattachée au Grand-duché de Finlande comme partie de la province de Viipuri,.
En 1939, la Carélie du Ladoga avait 139 000 habitants.
La plus grande ville était Sortavala.

### Carélie centrale
Anciennes municipalités
- Harlu
- Jaakkima
- Kurkijoki (fi)
- Lahdenpohja
- Lumivaara (fi)
- Parikkala
- Ruskeala
- Saari
- Simpele
- Sortavala
- Municipalité rurale de Sortavala (fi),
- Uukuniemi

### Carélie frontalière
Anciennes municipalités
- Impilahti
- Korpiselkä
- Salmi (fi)
- Soanlahti (fi)
- Suistamo
- Suojärvi

## Territoire actuel
De nos jours on peut aussi évoquer la Carélie du Ladoga pour désigner des subdivisions de la république de Carélie (russe : Ладожская Карелия, Карельское Приладожье, Karelskoje Priladožje ou Северное Приладожье, Severnoje Priladožje) du nord du lac Ladoga qui sont limitées par la Carélie d'Aunus à l'est, par l'Oblast de Léningrad au sud-est et la Finlande.
Le territoire actuel de la Carélie du Ladoga regroupe le Raïon de Lahdenpohja, le Raïon de Pitkäranta et le Raïon de Sortavala c'est-à-dire le sud-ouest de la République de Carélie,.